# Judy Campbell
Judy Campbell, född Judith Mary Gamble 31 maj 1916 i Grantham, Lincolnshire, död 6 juni 2004 i London, var en brittisk skådespelerska.

## Roller i urval
- 1946 – Mördare i vitt
- 1948 – Emma (TV-serie) (även manus)
- 1970 – En flicka på gaffeln
- 1971 – Richard och pingvinerna
- 1985 – Anna Karenina (TV-film)
- 1987 – Kommissarie Morse (TV-serie)
- 1988 – Kung-fu master!
- 1994 – Huset Eliott (TV-serie)
- 1996 – Casualty (TV-serie)
- 2002 – Forsytesagan (TV-serie)